# مصفوفة الكثافة

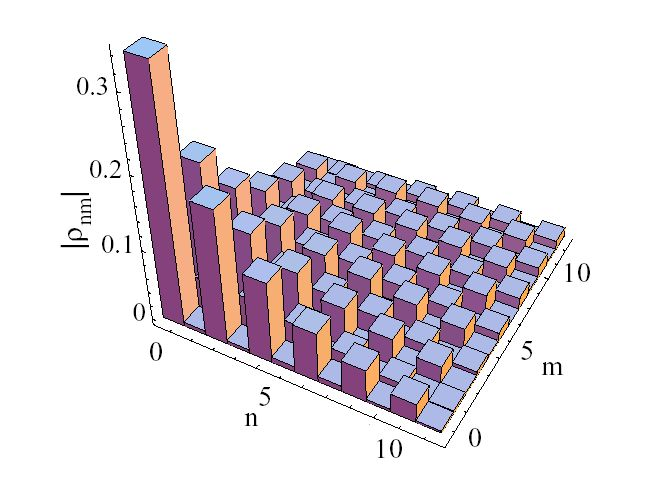
الشكل يوضح تدرج مصفوفة الكثافة والذي يزداد تدريجيا

في فيزياء الكم، مصفوفة الكثافة أو مؤثر الكثافة الذي يتم تمثيله غالبًا ب{\displaystyle \rho }{\displaystyle \rho }{\displaystyle \rho }، هو مادة حسابية عرّفها عالم الرياضيات والفيزيائي جون فون نيومان لوصف حالة النظام الفيزيائي. وهو يمثل تعميماً لصياغة حالة فيزيائية عن طريق الكيت{\displaystyle {\displaystyle \left|\psi (t)\right\rangle }}{\displaystyle \left|\psi (t)\right\rangle }{\displaystyle {\displaystyle \left|\psi (t)\right\rangle }}، من خلال السماح بوصف حالات عامة أكثر، تسمى مخاليط إحصائية، حيث أن الصيغة السابقة لم تسمح بوصفها .تلخص في مصفوفة واحدة كل مجموعة ممكنة من الحالات الكمية لنظام فيزيائي معين في لحظة زمنية معينة، وبالتالي يجمع بين ميكانيكا الكم والفيزياء الإحصائية .كما هو الشأن في كتابة القواعد بمساعدة الكيت،كل خصائص النظام، القيمة المحتملة للملحوظات يمكن أن تكون مستخرجة انطلاقا من هده المصفوفة.

## تعريف

### الحالة النقية
كل طريقة حل يمكن كتابتها عن طريق سهم توجيه الحالة{\displaystyle {\displaystyle \left|\psi (t)\right\rangle }}{\displaystyle |\psi \rangle } {\displaystyle |\psi \rangle }،والتي يمكن نشرها على قاعدة {\displaystyle {\displaystyle \{|u_{n}\rangle \}}}{\displaystyle {\displaystyle \{|u_{n}\rangle \}}}:
{\displaystyle {\displaystyle \left|\psi \right\rangle =\sum _{n}{c_{n}\left|u_{n}\right\rangle }},{\displaystyle \sum _{n}|c_{n}|^{2}=1\,}}
والتي تمثلها بمصفوفة تعرف على الطريقة التالية:
{\displaystyle {\displaystyle {\hat {\rho }}=|\psi \rangle \langle \psi |=\sum _{n,p}c_{n}^{*}c_{p}|u_{p}\rangle \langle u_{n}|}}
{\displaystyle {\displaystyle {\hat {\rho }}=|\psi \rangle \langle \psi |=\sum _{n,p}c_{n}^{*}c_{p}|u_{p}\rangle \langle u_{n}|}}
هذه الصيغة الجديدة مطابقة تمامًا للصيغة السابقة. فنقول أن مصفوفات الكثافة التي تم الحصول عليها بهذه الطريقة نقية لأننا يمكن الحصول عليها أنطلاقا من سهم توجيه الحالة {\displaystyle |\psi \rangle } و العكس بالعكس.

### الخليط الإحصائي
مثلما كان متوقعا في المقدمة، فإن مصفوفات الكثافة قادرة أيضاً على تمثيل الحالات التي كانت صياغتها عن طريق سهوم توجيه الحالات غير قادرة على وصفها .
وهي تتموقع في حالات مكونة انطلاقا من حالات النقية من خلال
```

  

    

      

        

          

            

              

                

                  

                    
ρ

                    
^

                  

                

              

              

                
p

                
n

              

            

            
=

            

              
∑

              

                
i

              

            

            

              
p

              

                
i

              

            

            
⟨

            

              
u

              

                
p

              

              

                
(

                
i

                
)

              

            

            

              
|

            

            

              

                

                  

                    
ρ

                    
^

                  

                

              

              

                
i

              

            

            

              
|

            

            

              
u

              

                
n

              

              

                
(

                
i

                
)

              

            

            
⟩

            
=

            

              
∑

              

                
i

              

            

            

              
p

              

                
i

              

            

            

              
c

              

                
n

              

              

                
(

                
i

                
)

                
∗

              

            

            

              
c

              

                
p

              

              

                
(

                
i

                
)

              

            

          

        

        
,

        

          

            

              
p

              

                
i

              

            

            
⩾

            
0

            
 

            
∀

            
i

          

        

        
,

      

    

    
{\displaystyle {\displaystyle {\hat {\rho }}_{pn}=\sum _{i}p_{i}\langle u_{p}^{(i)}|{\hat {\rho }}_{i}|u_{n}^{(i)}\rangle =\sum _{i}p_{i}c_{n}^{(i)*}c_{p}^{(i)}},{\displaystyle p_{i}\geqslant 0~\forall i},}

  

```

```

  

    

      

        

          

            

              

                

                  

                    
ρ

                    
^

                  

                

              

              

                
p

                
n

              

            

            
=

            

              
∑

              

                
i

              

            

            

              
p

              

                
i

              

            

            
⟨

            

              
u

              

                
p

              

              

                
(

                
i

                
)

              

            

            

              
|

            

            

              

                

                  

                    
ρ

                    
^

                  

                

              

              

                
i

              

            

            

              
|

            

            

              
u

              

                
n

              

              

                
(

                
i

                
)

              

            

            
⟩

            
=

            

              
∑

              

                
i

              

            

            

              
p

              

                
i

              

            

            

              
c

              

                
n

              

              

                
(

                
i

                
)

                
∗

              

            

            

              
c

              

                
p

              

              

                
(

                
i

                
)

              

            

          

        

        
,

        

          

            

              
p

              

                
i

              

            

            
⩾

            
0

            
 

            
∀

            
i

          

        

        
,

      

    

    
{\displaystyle {\displaystyle {\hat {\rho }}_{pn}=\sum _{i}p_{i}\langle u_{p}^{(i)}|{\hat {\rho }}_{i}|u_{n}^{(i)}\rangle =\sum _{i}p_{i}c_{n}^{(i)*}c_{p}^{(i)}},{\displaystyle p_{i}\geqslant 0~\forall i},}

  

```

حيث يمكننا أن نبين أن {\displaystyle p_{i}} هي أحتمال أن حالة يمكنها تواجد في حالة نقية i.
من السهل أن نرى أنه من المستحيل إعادة الكتابة {\displaystyle {\displaystyle {\hat {\rho }}_{pn}=|\xi \rangle \langle \xi |}}حيث {\displaystyle {\displaystyle |\xi \rangle }} هو سهم توجيه الحالة الخاصة بها.
نسمي مثل هده الحالة الخليط الإحصائي.
الجانب الإحصائي هنا هو دو طبيعتين، واحدة كلاسيكية وأخرى كمية:
1.- الكلاسيكية: بسبب تقدير الكيت بواسطة توزيع إحصائي لمختلف الكيت الممكنة.
2. الكمية: عدم التيقن الكمي الأساسي حتى إذا تم تحديد النظام بشكل كامل.
التبيين:
```
 

  

    

      

        

          

            

              

                

                  

                    
ρ

                    
^

                  

                

              

              

                
p

                
n

              

            

            
=

            

              
∑

              

                
i

              

            

            

              
p

              

                
i

              

            

            
⟨

            

              
u

              

                
p

              

              

                
(

                
i

                
)

              

            

            

              
|

            

            

              

                

                  
ρ

                  
^

                

              

            

            

              
|

            

            

              
u

              

                
n

              

              

                
(

                
i

                
)

              

            

            
⟩

            
=

            
⟨

            

              
u

              

                
p

              

              

                
(

                
i

                
)

              

            

            

              
|

            

            
(

            

              
∑

              

                
i

              

            

            

              
p

              

                
i

              

            

            

              
|

            

            

              
ψ

              

                
i

              

            

            
⟩

            
⟨

            

              
ψ

              

                
i

              

            

            

              
|

            

            
)

            

              
|

            

            

              
u

              

                
n

              

              

                
(

                
i

                
)

              

            

            
⟩

          

        

      

    

    
{\displaystyle {\displaystyle {\hat {\rho }}_{pn}=\sum _{i}p_{i}\langle u_{p}^{(i)}|{\hat {\rho }}|u_{n}^{(i)}\rangle =\langle u_{p}^{(i)}|(\sum _{i}p_{i}|\psi _{i}\rangle \langle \psi _{i}|)|u_{n}^{(i)}\rangle }}

  

```

```

  

    

      

        

          

            

              

                

                  

                    
ρ

                    
^

                  

                

              

              

                
p

                
n

              

            

            
=

            

              
∑

              

                
i

              

            

            

              
p

              

                
i

              

            

            
⟨

            

              
u

              

                
p

              

              

                
(

                
i

                
)

              

            

            

              
|

            

            
(

            

              
∑

              

                

                  
p

                  
′

                

              

            

            

              
c

              

                

                  
p

                  
′

                

              

              

                
(

                
i

                
)

              

            

            

              
|

            

            

              
u

              

                

                  
p

                  
′

                

              

              

                
(

                
i

                
)

              

            

            
⟩

            
)

            
(

            

              
∑

              

                

                  
n

                  
′

                

              

            

            

              
c

              

                

                  
n

                  
′

                

              

              

                
(

                
i

                
)

                
∗

              

            

            
⟨

            

              
u

              

                

                  
n

                  
′

                

              

              

                
(

                
i

                
)

              

            

            

              
|

            

            
)

            

              
|

            

            

              
u

              

                
n

              

              

                
(

                
i

                
)

              

            

            
⟩

          

        

      

    

    
{\displaystyle {\displaystyle {\hat {\rho }}_{pn}=\sum _{i}p_{i}\langle u_{p}^{(i)}|(\sum _{p'}c_{p'}^{(i)}|u_{p'}^{(i)}\rangle )(\sum _{n'}c_{n'}^{(i)*}\langle u_{n'}^{(i)}|)|u_{n}^{(i)}\rangle }}

  

```

```

  

    

      

        

          

            
⟨

            

              
u

              

                

                  
n

                  
′

                

              

              

                
(

                
i

                
)

              

            

            

              
|

            

            

              
u

              

                
n

              

              

                
(

                
i

                
)

              

            

            
⟩

            
=

            

              

                
{

                

                  

                    

                      
1

                    

                    

                      

                        
n

                        
′

                      

                      
=

                      
n

                    

                  

                  

                    

                      
0

                    

                    

                      
s

                      
i

                      
n

                      
o

                      
n

                    

                  

                

                

              

            

          

        

      

    

    
{\displaystyle {\displaystyle \langle u_{n'}^{(i)}|u_{n}^{(i)}\rangle ={\begin{cases}1&n'=n\\0&sinon\end{cases}}}}

  

```

```

  

    

      

        

          

            

              

                

                  
ρ

                  
^

                

              

            

            
=

            

              
∑

              

                
i

              

            

            

              
p

              

                
i

              

            

            

              
|

            

            

              
ψ

              

                
i

              

            

            
⟩

            
⟨

            

              
ψ

              

                
i

              

            

            

              
|

            

          

        

      

    

    
{\displaystyle {\displaystyle {\hat {\rho }}=\sum _{i}p_{i}|\psi _{i}\rangle \langle \psi _{i}|}}

  

```

## الخصائص
تحتوي المصفوفة الناتجة على الخصائص التالية :
-أنها هرميتية {\displaystyle {\displaystyle {\hat {\rho }}={\hat {\rho }}^{\dagger }}}،فهي يمكن أن تكون قطرية وقيمتها الخاصة موجبة.
-أثرها يساوي واحد{\displaystyle ,{\displaystyle Tr({\hat {\rho }})=1}}حفظ اللأحتمال الجملي.
-يجب أن تكون معرفة موجبة أو صفر.
-في الحالة النقية، مؤثر الكثافة هو المسقط{\displaystyle {\displaystyle {\hat {\rho }}^{2}={\hat {\rho }}}.}.
-{\displaystyle {\displaystyle Tr(\rho ^{2})\leq 1}}،مع المساواة أدا كان النظام الفيزيائي فقط في حالته النقية(يعني أن كل الاحتمالات {\displaystyle p_{i}}صفر ألا واحدة فقط).

### معدل القيمة
يمكن حساب معدل القيمة لملحوظة A من الصيغة التالية :
{\displaystyle {\displaystyle \langle {\hat {A}}\rangle =\langle \Psi |{\hat {A}}|\Psi \rangle =Tr({\hat {A}}{\hat {\rho }})=Tr({\hat {\rho }}{\hat {A}})}}

مع{\displaystyle {\displaystyle {\hat {\rho }}=\sum _{i}^{N}p_{i}{\hat {\rho }}_{i}}} هي مصفوفة الكثافة للخليط الإحصائي للحالات. 
التبيين:
نعتبر المزيج الإحصائي للحالات التالية:
{\displaystyle {\displaystyle |\Psi _{i}\rangle =\sum _{n}c_{n}^{(i)}|u_{n}^{(i)}\rangle }}
{\displaystyle {\displaystyle \langle {\hat {A}}\rangle =\sum _{i}p_{i}\langle \Psi _{i}|{\hat {A}}|\Psi _{i}\rangle =\sum _{i}p_{i}\sum _{n,p}c_{n}^{(i)*}c_{p}^{(i)}\langle u_{n}^{(i)}|{\hat {A}}|u_{p}^{(i)}\rangle }}{\displaystyle {\displaystyle \langle {\hat {A}}\rangle =\sum _{i}p_{i}\sum _{n,p}\langle u_{p}^{(i)}|{\hat {\rho }}_{i}|u_{n}^{(i)}\rangle \langle u_{n}^{(i)}|{\hat {A}}|u_{p}^{(i)}\rangle }}
{\displaystyle {\displaystyle \langle {\hat {A}}\rangle =\sum _{i}p_{i}Tr({\hat {\rho }}_{i}{\hat {A}})}}
حيث :{\displaystyle {\displaystyle \langle {\hat {A}}\rangle =Tr({\hat {A}}{\hat {\rho }})=Tr({\hat {\rho }}{\hat {A}})}}

### تطور مع الزمن
يتم إعطاء التطور الزمني لسهم توجيه الحالة بواسطة معادلة شرودنجر المعتمدة على الوقت :
```

  

    

      

        

          

            

              

                

                  
H

                  
^

                

              

            

            

              
|

              

                
Ψ

                
(

                
t

                
)

              

              
⟩

            

            
=

            
i

            
ℏ

            

              

                
d

                

                  
d

                  
t

                

              

            

            

              
|

              

                
Ψ

                
(

                
t

                
)

              

              
⟩

            

          

        

      

    

    
{\displaystyle {\displaystyle {\hat {H}}\left|\Psi (t)\right\rangle =i\hbar {d \over dt}\left|\Psi (t)\right\rangle }}

  

```

من حيث مصفوفة الكثافة، لدينا معادلة ليوفيل -فون نيومان :
```

  

    

      

        

          

            
[

            

              

                

                  
H

                  
^

                

              

            

            
,

            

              

                

                  
ρ

                  
^

                

              

            

            
]

            
=

            
i

            
ℏ

            

              

                
d

                

                  
d

                  
t

                

              

            

            

              

                

                  
ρ

                  
^

                

              

            

          

        

      

    

    
{\displaystyle {\displaystyle [{\hat {H}},{\hat {\rho }}]=i\hbar {d \over dt}{\hat {\rho }}}}

  

```

## الرابط مع الأنتروبيا الإحصائية
أخيراً، يمكننا تعريف أنتروبيا فون نيومان :
```

  

    

      

        

          

            
S

            
=

            
−

            

              
k

              

                
B

              

            

            
T

            
r

            
(

            

              

                

                  
ρ

                  
^

                

              

            

            
ln

            
⁡

            
(

            

              

                

                  
ρ

                  
^

                

              

            

            
)

            
)

          

        

      

    

    
{\displaystyle {\displaystyle S=-k_{B}Tr({\hat {\rho }}\ln({\hat {\rho }}))}}

  

```

حيث {\displaystyle k_{B}} هو قيمة ثابت بولتزمان.
إن الإنتروبيا في حالة نقية هي صفر بسبب عدم وجود عدم يقين بشأن حالة النظام. يمكننا أيضًا العثور على قاعدة حيث تكون المصفوفة قطرية، مع 0 ،و 1 على قطره، مما يعطي إنتروبيا تساوي 0.